# Eric von Rosen
Le comte Carl Gustaf Bloomfield Eric von Rosen, né le 2 juin 1878 à Stockholm et mort le 25 avril 1948 à Skeppsholmen, quartier de Stockholm, est un aristocrate suédois explorateur et ethnographe.

## Famille
Le comte von Rosen descend de la famille von Rosen issue de Livonie. Il est le fils cadet du capitaine-comte Carl Gustaf von Rosen et de son épouse américaine, née Ella Carlton Moore (1846-1892, de Philadelphie). De son mariage avec la baronne Mary von Fock, il a six enfants: Bjorn (1905), Mary (1906), Carl Gustaf (1909), Birgitta (1913), Ergil (1919) et Anna (1926). Il est le frère de Clarence von Rosen et l'oncle d'Elsa Bernadotte, née von Rosen
.
Son petit-fils Peter Nestler, dont la mère est sa fille Birgitta, lui a consacré un film documentaire en 2009, La mort et le diable, entièrement constitué de photographies et de films issus des archives de son grand-père.

## Biographie

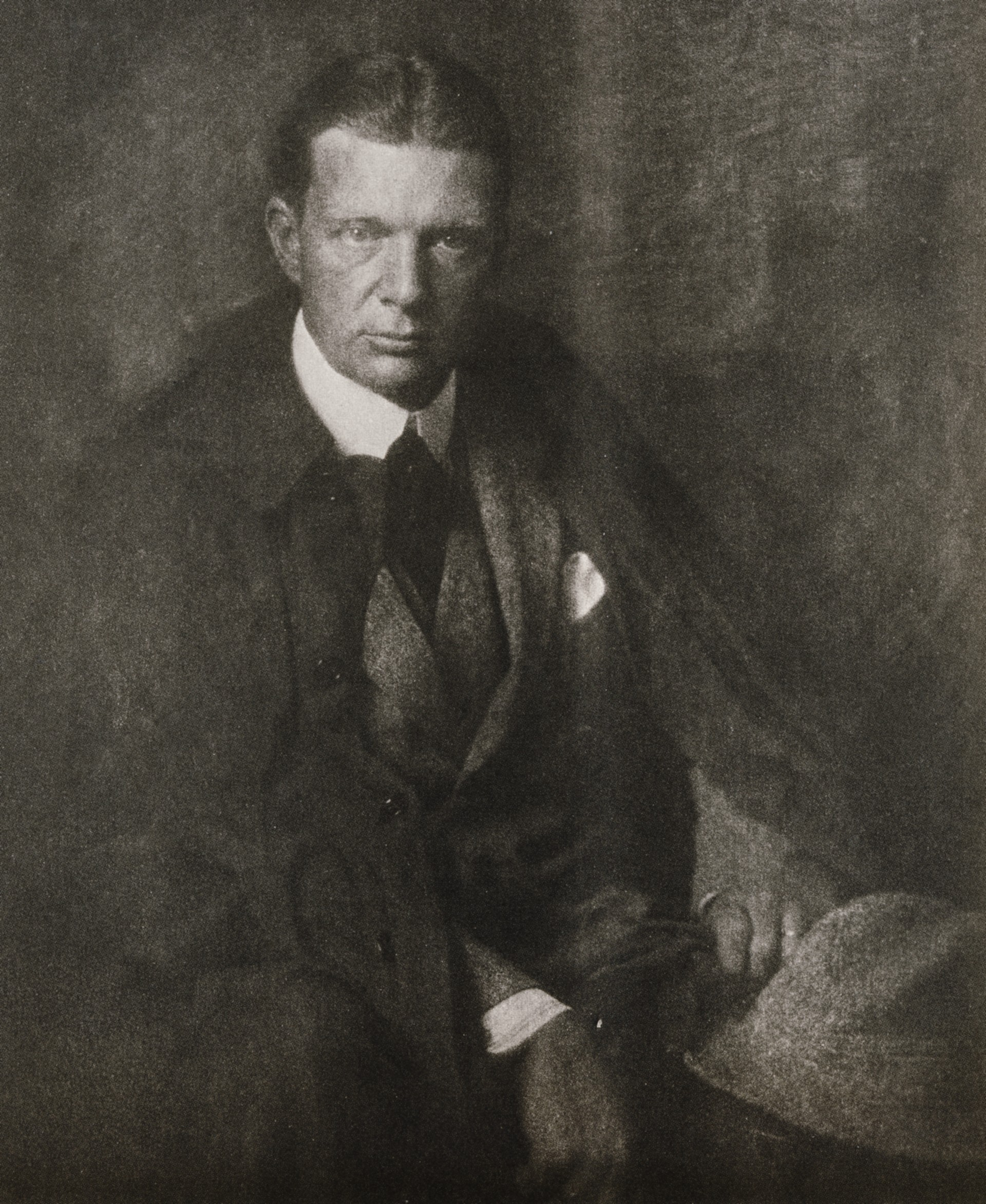
Portrait d'Eric von Rosen en 1919.

Eric von Rosen fait des études d'ethnographie. Il est féru de chasse, notamment au gros gibier et à l'ours, et explorateur. Il fait partie de l'expédition d'Erland Nordenskiöld dans les Andes et en Bolivie en 1901-1902, puis voyage en Argentine. Il publie ensuite deux livres et des brochures ethnographiques. Il part en 1909 pour un voyage de deux ans en Afrique qu'il traverse la plupart du temps à pied du Cap à Alexandrie. Il rassemble une collection d'objets du Tanganyika et du Congo[Lequel ?] à la base de la collection de Rockelstad, et étudie les populations pygmées et découvre une tribu inconnue, les Batwas, au lac Bangweolo à la limite du Tanganyika. Il publie ensuite nombre d'articles et de livres sur ses voyages. Il voyage aussi régulièrement dans le nord.
La sœur de son épouse, Carin von Kantzow (1888-1931), épouse en secondes noces Hermann Göring. La rencontre entre les futurs époux s'est faite en 1920 lorsque Göring a raccompagné par mauvais temps le comte von Rosen en avion de Stockholm au château de Rockelstad, demeure des Rosen dans le Södermanland. Il y a passé la nuit à cause des mauvaises conditions météorologiques. Göring était alors pilote de ligne pour la compagnie Svensk Lufttrafik. La jeune baronne von Kantzow entame alors une liaison adultère avec le pilote allemand et obtiendra le divorce de son premier époux en 1922. Elle meurt en 1931 et aura été le grand amour de Göring.
Eric von Rosen avait remarqué, alors qu'il était encore collégien, le symbole de la swastika sur des pierres runiques en Gothie qui était utilisé par les Vikings. Il en fait plus tard son emblème personnel qu'il fait graver par exemple sur ses bagages, lorsqu'il part en expédition pour l'Amérique du Sud en 1901. Ce n'était évidemment pas l'emblème politique qu'il deviendra par la suite.
Après la Première Guerre mondiale et la révolution russe, il salue l'indépendance de la Finlande qui plus d'un siècle auparavant était une possession suédoise et dont l'aristocratie était suédophone. Il fait don au pays d'un avion de chasse, un Morane-Saulnier MS Parasol-Thulin D, et c'est le début de la constitution d'une flotte aérienne pour l'armée de Finlande. L'appareil est marqué de son emblème, une croix gammée bleue sur fond blanc, qui est choisie comme représentation graphique de l'armée de l'air de Finlande. Son beau-frère Hermann Göring avait remarqué une croix en forme de svastika de fer forgé dans une cheminée du château du comte, mais cet insigne avait déjà été choisi par Hitler en 1920 par d'autres voies, alors que Göring ne fera connaissance avec ce dernier que deux ans plus tard.
Le comte von Rosen fait don au musée de la Poste de Stockholm de sa collection philatélique en 1929. Il est un membre actif à partir de 1933 du nouveau bloc national-socialiste suédois, petit parti fondé par l'avocat Sven Hallström (1883-1957), qui disparaît en 1936 à cause de l'influence plus grande du parti national-socialiste suédois (SNSP) fondé en 1930.

## Notes et références

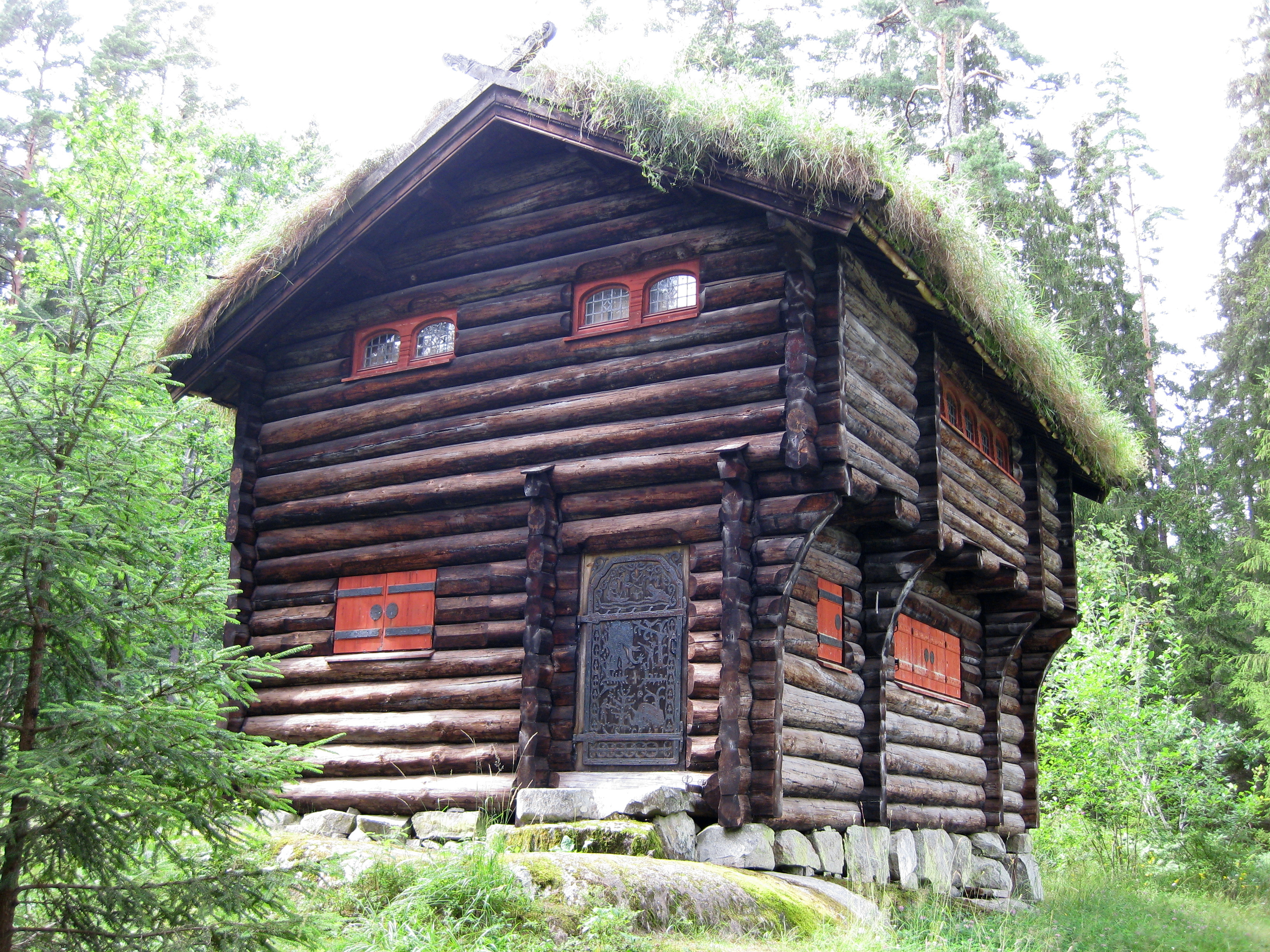
Pavillon de chasse du comte von Rosen dans la forêt d'Hegelsta, à côté de son château.

## Source
- (sv) Cet article est partiellement ou en totalité issu de l’article de Wikipédia en suédois intitulé « Eric von Rosen » (voir la liste des auteurs).